# Chanoines réguliers de l'Immaculée Conception
Les chanoines réguliers de l'Immaculée Conception  (en latin : Congregatio Canonicorum Regolarium Immaculatae Conceptionis) sont un institut de vie consacrée de chanoines réguliers de droit pontifical et membre de la confédération des chanoines réguliers de saint Augustin depuis 1961.

## Historique
En 1863, Adrien Gréa est nommé vicaire général du diocèse de Saint-Claude malgré son appel à la vie religieuse. Par ses fonctions, Gréa voit les difficultés de certains prêtres, dont il attribue une grande partie du problème à l'isolement de leur vie, même lorsqu'ils partagent un presbytère. Ayant étudié l'histoire de l'Église en préparant son ordination sacerdotale, il estime qu'une solution peut être trouvée dans la vie commune des chanoines réguliers qui combinent une vie contemplative avec le ministère paroissial du clergé séculier, et décide de s'engager dans cette voie.
Avec deux compagnons qui souhaitent le rejoindre dans cette forme de vie, Gréa s'installe dans une petite maison et à partir du 21 novembre 1865, fête de la présentation de Marie au Temple, ils commencent à suivre les pratiques traditionnelles des heures canoniales de la liturgie des Heures ainsi que les jeûnes et les abstinences ; exactement un an plus tard, ils prononcent leurs premiers vœux religieux.
En 1870, sous la protection de Gaspard Mermillod, Gréa envoie une supplique au pape Pie IX où il exprime son intention de rétablir les chanoines réguliers avec une observance stricte tirée des règles de Saint Augustin et de saint Benoît. Pie IX donne sa bénédiction le 20 juillet, deux jours après la reconnaissance du dogme de l'infaillibilité pontificale
Le 8 septembre 1871, ils font profession perpétuelle par des vœux perpétuels entre les mains de l'évêque de Saint-Claude qui approuve en même temps leurs constitutions religieuses. Le nouvel institut reçoit le décret de louange le 8 avril 1876 par Pie IX, c'est ce pape qui demande en 1878 que la communauté prenne officiellement le nom de chanoines réguliers de l'Immaculée Conception. Le 12 mars 1887, le pape Léon XIII confirme l'approbation.
En décembre 1880, l'évêque leur confie la paroisse de Lescheres mais ils en sont expulsés en 1888 par la municipalité anticléricale. En 1890, les chanoines achètent une partie de l'abbaye de saint Antoine à Saint-Antoine-l'Abbaye laissant leur maison d'origine. La maison-mère est maintenue à Saint-Antoine de 1890 à 1903 ; à la suite des lois anticléricales de 1901, la communauté est transférée à Andora en Ligurie puis près du Janicule en 1922. Le 2 juillet 1961, ils deviennent membres de la confédération des chanoines réguliers de saint Augustin.

## Activités et diffusion
Les chanoines de l'Immaculée Conception sont dédiés au ministère paroissial et aux prières de la liturgie des Heures.
Ils sont présents en :
- Europe : Angleterre, Italie, France.
- Amérique : Brésil, États-Unis, Pérou.

Au 31 décembre 2015, la congrégation comptait 17 maisons et 49 membres dont 43 prêtres.

## Source
- (en) Cet article est partiellement ou en totalité issu de l’article de Wikipédia en anglais intitulé « Canons Regular of the Immaculate Conception » (voir la liste des auteurs).